# Lorreta Rocha
Pour les articles homonymes, voir Rocha (homonymie).
Lorreta Sofia Almeida Rocha, née le 10 janvier 1992 à Sal, est une joueuse cap-verdienne de basket-ball évoluant au poste d'ailier.

## Carrière
Elle participe avec l'équipe du Cap-Vert aux  championnats d'Afrique 2013 et 2019, terminant les deux fois à la neuvième place.